# Parti conservateur de Géorgie

Le drapeau du Parti conservateur de 1990 à 2004

Le Parti conservateur de Géorgie (en géorgien : საქართველოს კონსერვატიული პარტია est un parti politique géorgien fondé en 2001

## Histoire
Le Parti conservateur, de type national-conservateur, s'est notamment fait connaitre par l'action de l'un de ses chefs de file, Zviad Dzidzigouri.
Il a été admis à l'Alliance des conservateurs et réformistes européens le 1er novembre 2014. 

## Représentation parlementaire
En 2012, il rejoint la coalition majoritaire Rêve géorgien. Il est représenté au Parlement par 6 députés. 
Il ne se présente pas sous son nom aux élections législatives géorgiennes du 8 octobre 2016, mais certains de ses membres figurent sur la liste du Rêve géorgien pour le scrutin proportionnel plurinominal (Zviad Dzidziguri, en 15e place) et pour les candidatures de circonscription au suffrage majoritaire uninominal (Nino Goguadze, à Tbilissi-Saburtalo). Zviad Dzidziguri est réélu grâce aux résultats nationaux du Rêve géorgien, Nino Goguadze est réélue avec 51,43% des suffrages exprimés.